# .sj
.sj – internetowa krajowa domena najwyższego poziomu (ccTLD) zarezerwowana dla dwóch terytoriów zależnych Norwegii – Svalbardu i Jan Mayen. Domena jest administrowana i utrzymywana przez organizację non-profit Uninett Norid AS. Nie została jeszcze otwarta na rejestrację i nie jest obecnie (2013) w użyciu. Norweska polityka określa, że dla instytucji związanych z arktycznym archipelagiem Svalbard oraz wulkaniczną wyspą Jan Mayen wystarczająca jest domena .no i z tego powodu domena .sj nie zostanie dopuszczona do użytku. Poza tym norweska polityka nie przewiduje komercjalizacji zasobów domen, a więc nie planuje wystawić domeny na sprzedaż. Istnieje możliwość dopuszczenia domeny do użytku w przyszłości. Gdy tak się stanie, to .sj będzie regulowana przez Norweskie Ministerstwo Telekomunikacji i Poczty i będzie podlegać takim samym zasadom jak domena .no. Domena .sj została przydzielona 21 sierpnia 1997 roku.

## Historia
Svalbard i Jan Mayen to dwa terytoria zależne należące do Norwegii. Svalbard jest norweską prowincją w Arktyce zamieszkaną przez ponad 2000 osób, natomiast Jan Mayen to niewielka, nie posiadająca stałych mieszkańców wyspa wulkaniczna na Oceanie Atlantyckim. W myśl zapisów Traktatu Spitsbergeńskiego archipelag Svalbard stanowi własność Królestwa Norwegii, ale państwa-sygnatariusze mają równe prawo do korzystania z zasobów naturalnych archipelagu i prowadzenia na jego terenie badań naukowych. Prowincja jest strefą zdemilitaryzowaną, która nie należy ani do Europejskiego Obszaru Gospodarczego ani Strefy Schengen. W połowie XX wieku rząd norweski ogłosił Svalbard terytorium neutralnym. Domena została przydzielona 21 sierpnia 1997 roku, w tym samym czasie co domena .bv zarezerwowana dla Wyspy Bouveta. Podczas ustalania standardu ISO 3166 zaproponowano nadanie kodu dla prowincji Svalbard, natomiast norweskie władze zdecydowały, że kod będzie obejmował także wyspę Jan Mayen. Przydział domeny wyspom miał miejsce, ponieważ Internet Assigned Numbers Authority (IANA) przypisywała krajowe domeny najwyższego poziom wszystkim podmiotom ze standardu ISO 3166, gdzie Svalbard i Jan Mayen oznaczone są jako SV.

## Polityka
Zarządzanie .sj należy do obowiązków oddziału Norid położonego w Trondheim, który prowadzi także rejestrację domen .no i nieużywanej .bv. Norid jest spółką kapitałową należącą do Uninett, która z kolei jest własnością norweskiego Ministerstwa Edukacji i Badań. Tytuł prawny do zarządzania domenami jest dwojaki, zarówno oparty na umowie z IANA, jak i regulowany poprzez Prawo Telekomunikacyjne stanowione przez Norweskie Ministerstwo Telekomunikacji i Poczty z siedzibą w Lillesand.
Polityka stosowania domeny .sj jest regulowana przez Rozporządzenie w sprawie norweskich nazw domenowych najwyższego poziomu, znane również jako Regulacje domen. Rozporządzenie dotyczy także pozostałych dwóch norweskich krajowych domen najwyższego poziomu, czyli .no oraz .bv. W przypadku gdy domena .sj zostanie otwarta na rejestrację, będzie ona podlegać tym samym zasadom i procedurom, jakim podlega domena .no. Aktualnie domena przeznaczona jest do ewentualnego użytku w przyszłości. Sprzedaż dwóch krajowych domen, czyli komercjalizacja nie była dotąd przedmiotem rozważań decydentów, gdyż jest to sprzeczne z norweską polityką.